# Roger Lapébie
Roger Lapébie (16. januar 1911 – 12. oktober 1996) var en fransk cykelrytter som vandt Tour de France 1937.